# Terrassenwagen König Ludwigs II. von Bayern
Der Terrassenwagen König Ludwigs II. von Bayern war ein halb offener Terrassenwagen für den Hofzug von König Ludwig II. von Bayern. Er gehört heute zum Bestand des Verkehrsmuseums Nürnberg.

## Beschreibung
Der dreiachsige Wagen weist an beiden Enden offene Einstiegsplattformen auf. Der übrige Wagen ist in drei etwa gleich große Segmente aufgeteilt: Den Mittelteil bildet ein weitestgehend verglaster Pavillon, an den sich zu beiden Einstiegsplattformen hin je eine offene Terrasse anfügt. Stilistisch wählte der König für die Gestaltung des Wagens Louis-quatorze. Der absolutistische König Ludwig XIV. von Frankreich, nach dem der Stil benannt ist, war das große Vorbild König Ludwigs II. von Bayern.

## Geschichte
König Ludwig II. äußerte den Wunsch nach einem Terrassenwagen am 16. Juli 1865, ein Jahr nach seinem Regierungsantritt, in einem Schreiben an den Minister des Handels und der öffentlichen Arbeiten, um damit den von seinem Vater Maximilian II. übernommenen Hofzug zu ergänzen. Der königliche Wunsch wurde sofort umgesetzt und das Fahrzeug bei Klett & Comp. in Nürnberg in Auftrag gegeben. Die Kosten für den Bau des Wagens betrugen 5.880 Gulden.
Schon am 18. November 1865 war das Fahrzeug fertiggestellt, zu spät im Jahr für einen Einsatz. Und im folgenden Jahr, in dem Bayern ohne Erfolg Krieg gegen Preußen führte, war es auch nicht angebracht, in einem solchen Wagen durch die Lande zu reisen. Auch die im Anschluss an den verlorenen Krieg vom 10. November bis 10. Dezember 1866 zur Stärkung der Loyalität der Franken durchgeführte, einzige Bereisung des Königreichs durch König Ludwig II. fand zu einer Jahreszeit statt, in der ein Terrassenwagen unpraktisch war. Allerdings war er wohl Bestandteil des Hofzuges, der bei der Reise eingesetzt wurde.
Später zog der König sich aus der Öffentlichkeit weitgehend zurück und nutzte sicher nicht ein Fahrzeug, das ihn so schonungslos der Öffentlichkeit präsentierte wie ein Terrassenwagen. Es bleibt also offen, ob und wie oft der König überhaupt in dem Fahrzeug unterwegs war. Es spiegelt eher dessen romantische Gefühle gegenüber der Landschaft wider, als dass er es praktisch nutzte. Vielleicht kam der Wagen bei Fahrten des Königs zwischen München und seinen Landschlössern zum Einsatz. Einen Beleg dafür gibt es aber nicht.
Auch über die Verwendung des Fahrzeugs nach dem Tod Ludwigs II. 1886 gibt es nur wenige Quellen. Sicher ist sein Einsatz im Hofzug für den auf Europabesuch weilenden Schah von Persien. Der Wagen wurde 1891–1893 von der MAN in Nürnberg (ehemals Klett & Comp.) technisch modernisiert, erhielt dabei Gasbeleuchtung und eine Westinghouse-Druckluftbremse und wurde noch 1913 im Wagenbestand der Königlich Bayerischen Staatseisenbahnen geführt.
Der Wagen wurde nach dem Ende der bayerischen Monarchie 1918 auf Anordnung des Bayerischen Staatsministeriums für Verkehrsangelegenheiten durch die Königlich Bayerischen Staatseisenbahnen an das Verkehrsmuseum Nürnberg abgegeben, das damals ebenfalls diesem Ministerium unterstand. Seit Bezug des Lessingbaus 1925 durch das Verkehrsmuseum ist der Wagen öffentlich ausgestellt. Im Zweiten Weltkrieg wurde das Fahrzeug bei Luftangriffen auf Nürnberg, die auch das Museum trafen, nur unwesentlich beschädigt, allerdings unmittelbar nach dem Krieg durch Plünderungen erheblich. Die dabei ausgebauten Teile wurden 1953 ergänzt, was denkmalpflegerisch gelang, weil die originalen Bau- und Ausstattungspläne erhalten waren. Mit dieser Restaurierung gingen allerdings auch die meisten Gebrauchsspuren verloren, so dass das Fahrzeug heute eher „fabrikneu“ wirkt.